# Lithophorus ornatus
Lithophorus ornatus är en skalbaggsart som beskrevs av Gilbert John Arrow 1909. Lithophorus ornatus ingår i släktet Lithophorus och familjen rovbarkbaggar. Inga underarter finns listade i Catalogue of Life.